# Zé Luís (football, 1979)
Pour les articles homonymes, voir Zé Luís.
José Luís Santos da Visitação est un footballeur brésilien né le 23 mars 1979. Il évolue au poste de milieu défensif.